# 瑞岩温泉
座標: 北緯24度08分09秒 東経121度10分29秒 / 北緯24.135948度 東経121.1748339度
瑞岩温泉（ruìyán wēnquán ずいがんおんせん）は台湾南投県仁愛郷発祥村にある温泉。源泉は瑞岩部落を東北に2km行った北港渓渓谷内にある。
1999年の921大地震で源泉の湧出量が減ったこともあり、新しい源泉開発が盛んだったが、2004年の台風7号（zh:颱風蒲公英 (2004年)）による水害（七二水災）により源泉は土砂に埋没してしまった。
その後、2016年秋に北港渓右岸から源泉の湧出が確認された。

## 泉質
温泉は無色無臭で透明。源泉が埋没する2004年以前は、泉温約48℃、pH約7、炭酸水素イオン約203ppm、ナトリウムイオン約239ppmを含む湯が毎分50リットル以上湧出していた。
再湧出した源泉は泉温42℃、pH6.29で、カルシウムイオン86.66ppm、ナトリウムイオン149.4ppmを含む。

## アクセス
公共交通機関は無い。南投県埔里鎮より台14線で霧社へ向かい、霧社で台14甲線を経て力行産業道路に入り21km走り、瑞岩部落入り口についたら、渓谷方面に降りていく。